# Grandes Novelas
Grandes Novelas é uma coleção lançada no mercado pela Editora Globo em 2007, que consistia em adaptações de tramas de telenovelas em formato de romance. O primeiro volume da coleção é uma adaptação de Selva de Pedra, de Janete Clair, feita por Mauro Alencar.
Outras coleções de formato semelhante são As Grandes Telenovelas e Campeões de Audiência - Telenovelas, ambas da década de 1980.
Livros lançados até o momento
- Selva de Pedra, de Janete Clair
- Pecado Capital, de Janete Clair
- O Bem Amado, de Dias Gomes
- Roque Santeiro, de Dias Gomes
- Vale Tudo, de Gilberto Braga, Aguinaldo Silva e Leonor Bassères